# HMS Dasher (D37)
«Дешер» (англ. HMS Dasher (D37) — американський ескортний авіаносець часів Другої світової війни типу «Евенджер». Переданий Великій Британії за програмою ленд-лізу.

## Історія створення
Авіаносець «Дешер» був закладений 14 березня 1940 року на верфі Sun Shipbuilding & Drydock Company як суховантаж типу C-3 під назвою Rio de Janeiro. Спущений на воду 12 квітня 1941 року.
У процесі виробництва був переобладнаний в ескортний авіаносець на верфі Tietjen & Lang shipyards у Нью-Джерсі. 2 липня 1942 року вступив у стрій під назвою «Дешер». Четвертий корабель з такою назвою у складі ВМС Великої Британії.

## Історія служби
Після вступу у стрій авіаносець «Дешер» брав участь в операції «Смолоскип», під час якої доставив літаки Hawker Hurricane в Північну Африку.
У лютому 1943 року супроводжував арктичний конвой JW-53, але через штормові пошкодження вимушений був повернутись до військово-морської бази Клайд. 27 березня 1943 року, перебуваючи на базі Клайд, загинув від вибуху цистерн з авіаційним бензином. Під час вибуху загинуло 378 членів екіпажу.